# Catacombs - La prigione del diavolo
Catacombs - La prigione del diavolo (Catacombs) è un film del 1988 diretto da David Schmoeller.
Pellicola horror girata sulla scia del successo de L'esorcista, che se ne distacca dallo stile nello scarso utilizzo di scene troppo esplicite puntando molto sull'atmosfera. Il regista Schmoeller è stato a lungo uno stretto collaboratore del regista di horror movie a basso costo Charles Band.

## Trama
Nel XVI secolo un monaco viene posseduto da una entità diabolica e per questo motivo viene seppellito vivo nelle segrete dell'abbazia. Tuttavia egli getta sui suoi confratelli una maledizione che rimarrà incombente su tutti i loro discendenti. Quattrocento anni dopo, l'attuale abate Fratello Marinus deve fronteggiare una nuova minaccia che si cela negli scavi fatti nelle catacombe da una studiosa statunitense che scopre la cella sigillata del prigioniero indemoniato. Non appena il sigillo viene rotto la creatura diabolica si scatena abbattendosi contro i poveri monaci. Particolarmente raccapricciante la scena in cui, in un'angusta cappella, un monaco intento a far merenda con uno snack assiste alla discesa dal crocifisso di un Cristo che funge da corpo ospite del Maligno.